# Phrosia albilabris
Phrosia albilabris är en tvåvingeart som först beskrevs av Fabricius 1805.  Phrosia albilabris ingår i släktet Phrosia och familjen kolvflugor. Arten är reproducerande i Sverige. Inga underarter finns listade i Catalogue of Life.